# Cussonia natalensis
Cussonia natalensis là một loài thực vật có hoa trong Họ Cuồng cuồng. Loài này được Sond. mô tả khoa học đầu tiên năm 1862.